# Liste der Monuments historiques in Argilly
Die Liste der Monuments historiques in Argilly führt die Monuments historiques in der französischen Gemeinde Argilly auf.

## Liste der Immobilien
| Bezeichnung                    | Beschreibung       | Standort               | Kennzeichnung | Schutzstatus | Datum | Bild           |
| ------------------------------ | ------------------ | ---------------------- | ------------- | ------------ | ----- | -------------- |
| Kirche Assomption-de-la-Vierge | ab 13. Jahrhundert | Rue de l’Eglise (Lage) | PA00112062    | Inscrit      | 1927  | weitere Bilder |

## Liste der Objekte
| Bezeichnung                        | Beschreibung                                        | Standort                                     | Kennzeichnung | Schutzstatus | Datum | Bild |
| ---------------------------------- | --------------------------------------------------- | -------------------------------------------- | ------------- | ------------ | ----- | ---- |
| Sarkophagdeckel                    | Kalkstein, 13. Jahrhundert                          | in der Kirche Assomption-de-la-Vierge (Lage) | PM21000053    | Classé       | 1912  |      |
| Skulptur Petrus                    | Kalkstein, farbig gefasst, 15. Jahrhundert          | in der Kirche Assomption-de-la-Vierge (Lage) | PM21000054    | Classé       | 1912  |      |
| Skulptur Madonna mit Kind          | Holz, farbig gefasst, 17. Jahrhundert               | in der Kirche Assomption-de-la-Vierge (Lage) | PM21000055    | Classé       | 1912  |      |
| Altarkreuz und acht Altarleuchter  | Holz, vergoldet, 17. Jahrhundert                    | in der Kirche Assomption-de-la-Vierge (Lage) | PM21000056    | Classé       | 1912  |      |
| Zwei Kandelaber                    | Holz, vergoldet, 18. Jahrhundert                    | in der Kirche Assomption-de-la-Vierge (Lage) | PM21000057    | Classé       | 1919  |      |
| Prozessionsstab Heiliger Hippolyt  | Holz, farbig gefasst und vergoldet, 18. Jahrhundert | in der Kirche Assomption-de-la-Vierge (Lage) | PM21004086    | Inscrit      | 1994  |      |
| Reliquienbüste des heiligen Robert | Holz, farbig gefasst und vergoldet, 18. Jahrhundert | in der Kirche Assomption-de-la-Vierge (Lage) | PM21003030    | Classé       | 1999  |      |
| Reliquienbüste der heiligen Regina | Holz, farbig gefasst und vergoldet, 18. Jahrhundert | in der Kirche Assomption-de-la-Vierge (Lage) | PM21003031    | Classé       | 1999  |      |
| Kanzel                             | Holz, erste Hälfte des 18. Jahrhunderts             | in der Kirche Assomption-de-la-Vierge (Lage) | PM21003032    | Classé       | 1999  |      |